# المتحدث العسكري للقوات المسلحة المصرية
المتحدث العسكري للقوات المسلحة المصرية، هو منصب مستحدث بالقوات المسلحة المصرية عقب ثورة 25 يناير، شغله لأول مرة العقيد أركان حرب / أحمد محمد علي في أغسطس 2012.

## المتحدثون العسكريون
- عقيد أركان حرب / غريب عبد الحافظ غريب (12 يونيو2021- حتى الآن).
- عميد أركان حرب / تامر الرفاعي (1 يناير 2017 -12 يونيو 2021 ).[1][2]
- عميد أركان حرب / محمد سمير عبد العزيز (1 يوليو 2014 - 1 يناير 2017).[3]
- عقيد أركان حرب / أحمد محمد علي (أغسطس 2012 – 1 يوليو 2014).[4]